# Muzeum lidových staveb v Kouřimi
Muzeum lidových staveb v Kouřimi je součástí Regionálního muzea v Kolíně, příspěvkové organizace Středočeského kraje. Bylo založeno roku 1972 v prostředí starého ovocného sadu a veřejnosti zpřístupněno v roce 1976. Zřizovatelé regionálního záchranného skanzenu brzy pojali ambice přeměnit jej v jediný skanzen v České republice, který shromažďuje stavitelské památky z celého území Čech a nabízí tak přímé srovnání různých regionálních typů lidové architektury z období od 17. do 19. století. Muzeum je celoročně také dějištěm mnoha národopisných a dalších doprovodných programů, využívají jej též filmaři. Působí při něm také Regionální odborné pracoviště pro péči o tradiční lidovou kulturu. Muzeum je členem Českého svazu muzeí v přírodě.

## Historie
Muzeum lidových staveb v Kouřimi bylo založeno v roce 1972 Regionálním muzeem v Kolíně jako záchranný skanzen, určený především pro památky lidové architektury ze zátopové oblasti přehradní nádrže Švihov (Želivka). Jeho původní sběrná oblast se zaměřovala na oblast Posázaví, středního Povltaví a Podblanicka.
Již záhy po zpřístupnění muzea pro veřejnost v roce 1976 však došlo k první změně koncepce, která se zaměřila na prezentaci rozmanitých stavebních technik lidové architektury z celého území České republiky. Do muzea tak byly postupně převáženy četné stavitelské památky z Čech i Moravy, z nichž se však pouze některé dočkaly svého znovupostavení. Koncem 80. let 20. století se tento megalomanský záměr ukázal být nereálný – jak vzhledem k omezenému rozsahu muzejního areálu, tak k architektonické nesourodosti převezených objektů. Po roce 1990 byla proto sběrná oblast muzea zúžena na samotné Čechy (bez Moravy a Slezska).

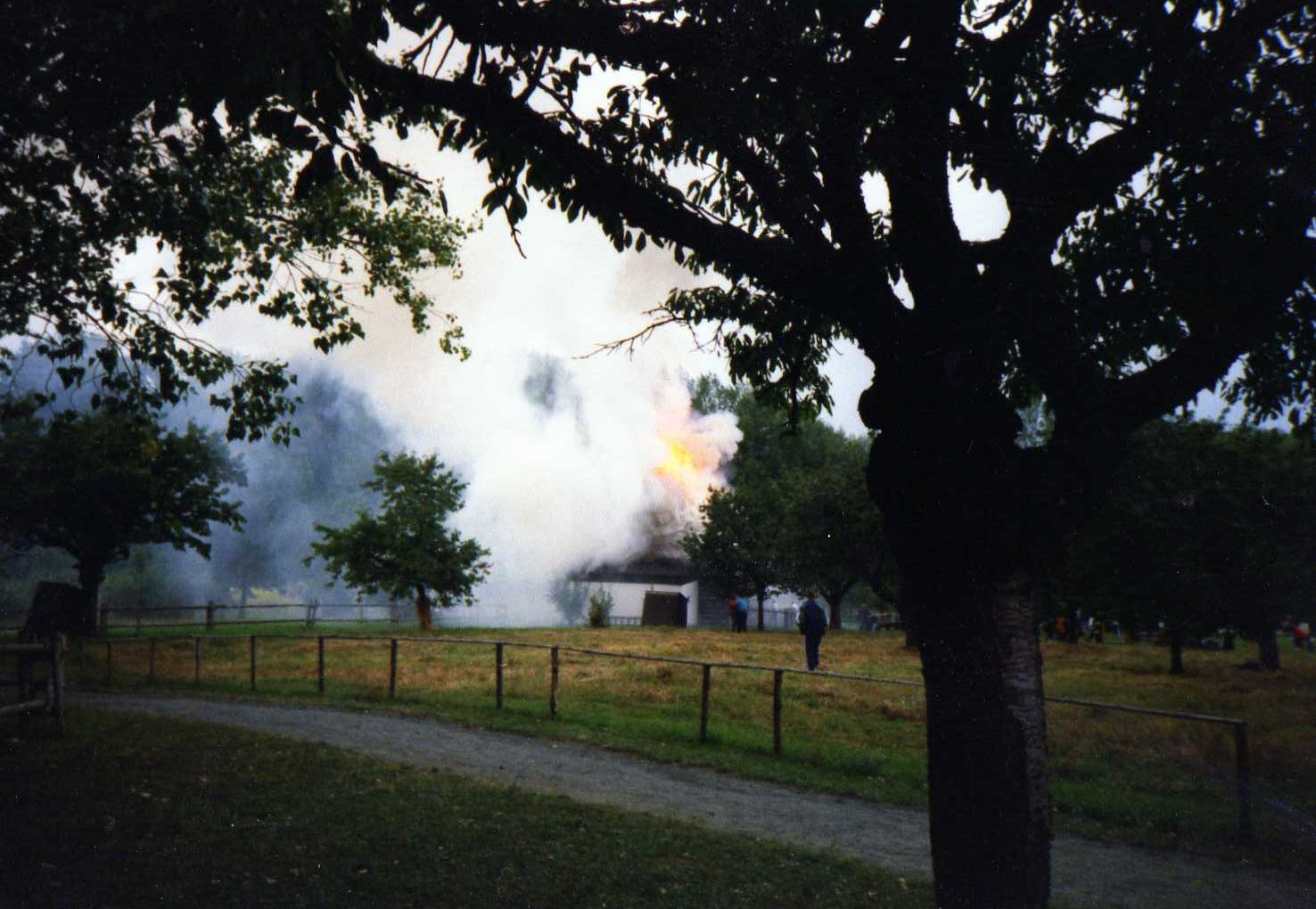
Požár bradlecké rychty v srpnu 1998

V roce 1992 byl uplatněn restituční nárok na většinu pozemků muzea, což vedlo k vleklému soudnímu sporu, který byl dalším důvodem pozastavení rozvoje areálu. Tento spor byl dokončen až v roce 2012, a to uzavřením dohody mezi Středočeským krajem a rodinou Lonských.[zdroj?]
V době, kdy byl rozvoj areálu pozastaven, muzeum soustředilo svou činnost na pořádání četných národopisně zaměřených programů, které si v 90. letech 20. století získaly u veřejnosti značnou oblibu.[zdroj?]
V roce 1996 byl areál muzea prohlášen kulturní památkou České republiky.
Po ukončení pozemkových sporů v roce 2012 byla zahájena obnova a dostavba areálu podle zcela nově zpracované koncepce, která sběrnou oblast muzea zúžila pouze na oblast středních, východních a severních Čech.[zdroj?] Dříve znovupostavené objekty jsou postupně obnovovány, kromě nezbytné údržby jsou odstraňovány také nevhodné úpravy z 90. let. Podle projektu má být areál přeměněn na Muzeum české vesnice, které má kromě architektonických památek přibližovat život na českém venkově od raného novověku do počátku 20. století včetně jeho sociálních a regionálních specifik.
K 30. červnu 2016 byla dokončena první etapa dostavby muzea, která zahrnovala tyto hlavní aktivity: celková obnova a přenesení stodoly ze Želejova, výstavba usedlosti z Podbrdska, výstavba usedlosti z Českobrodska a středního Polabí, znovupostavení mariánského sloupu z Konárovic, přenesení a restaurování sochy sv. Donáta ze Svatbína, zhotovení nových komunikací a sítí, provedení terénních a krajinářských úprav.

## Expozice
Nachází se zde zatím čtrnáct větších obytných a hospodářských objektů z oblasti středních, východních a severních Čech, které doplňuje několik drobnějších památek.

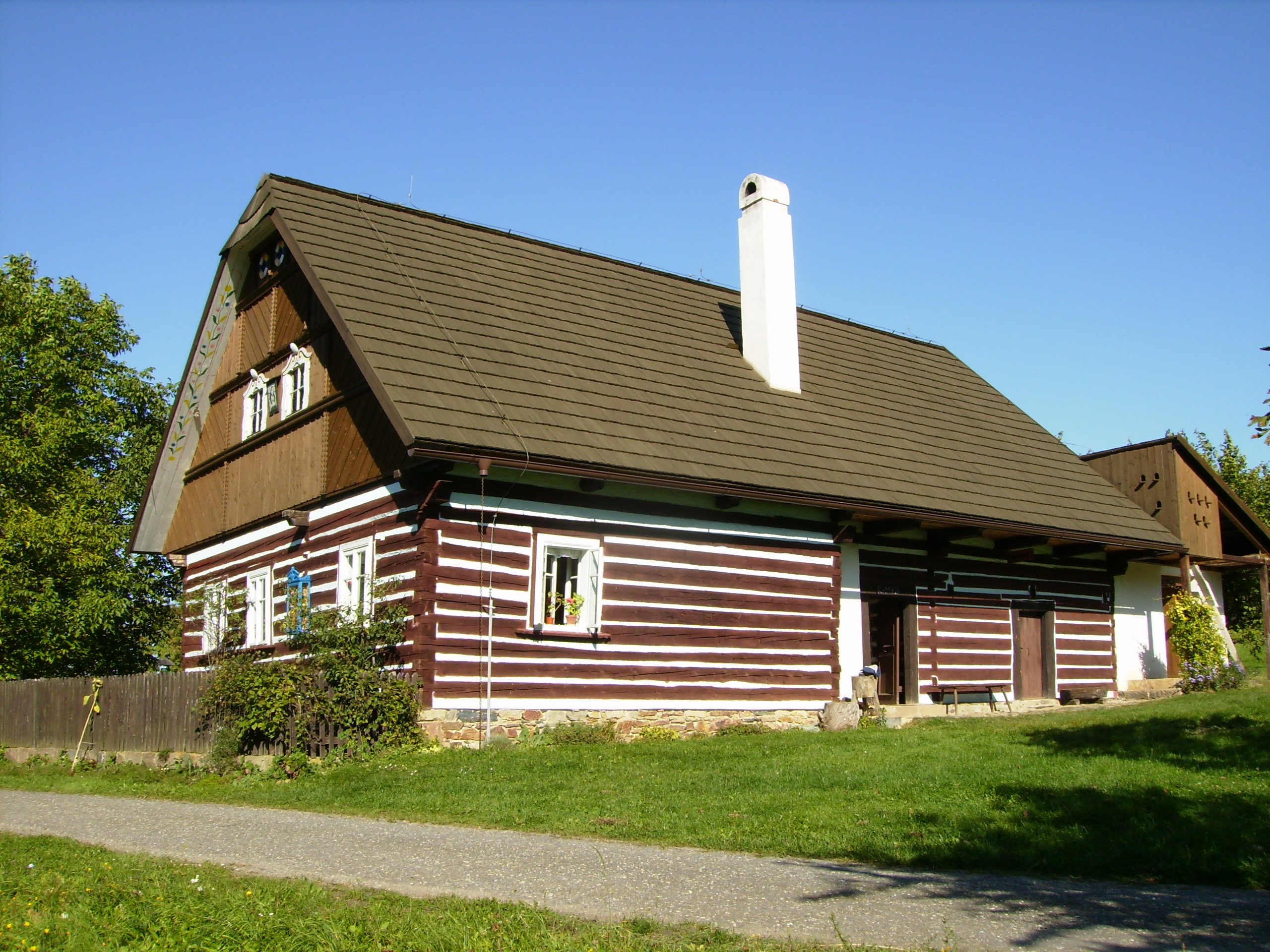
Rychta z Bradlecké Lhoty

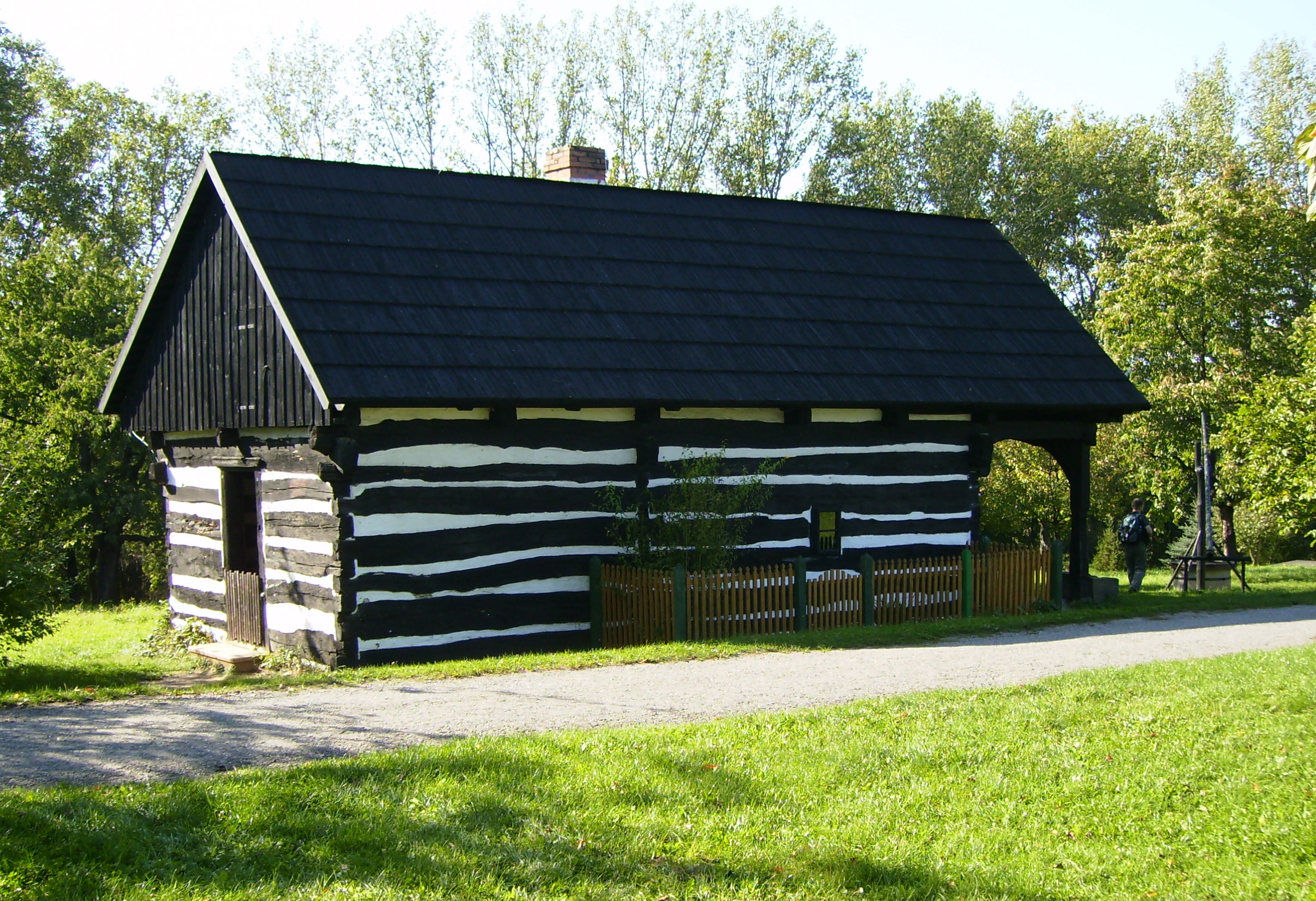
- Kovárna ze Starého Bydžova

- Devítiboká roubená stodola se strmým vysokým krovem středověkého typu pokrytým došky, od usedlosti čp. 7 z Durdic u Votic, z roku 1648, do muzea přenesena v roce 1972 jako první stavba.
- Chalupa čp. 8, pravděpodobně z roku 1786, z Budče u Ledče nad Sázavou. Do muzea byla přenesena v roce 1973 ze zátopové oblasti vodní nádrže Želivka. Interiérová instalace představuje domácnost drobného chalupníka v druhé polovině 19. století.
- Sýpka od usedlosti čp. 7 z Budče pochází z 2. poloviny 18. století, do muzea byl přenesen v roce 1973.
- Sýpka od usedlosti čp. 5 z Hrádku u Zruče nad Sázavou z přelomu 18. a 19. století byl do muzea přenesen v roce 1973 ze zátopové oblasti nádrže Želivka. Uvnitř je expozice o domácím zpracování mléka.

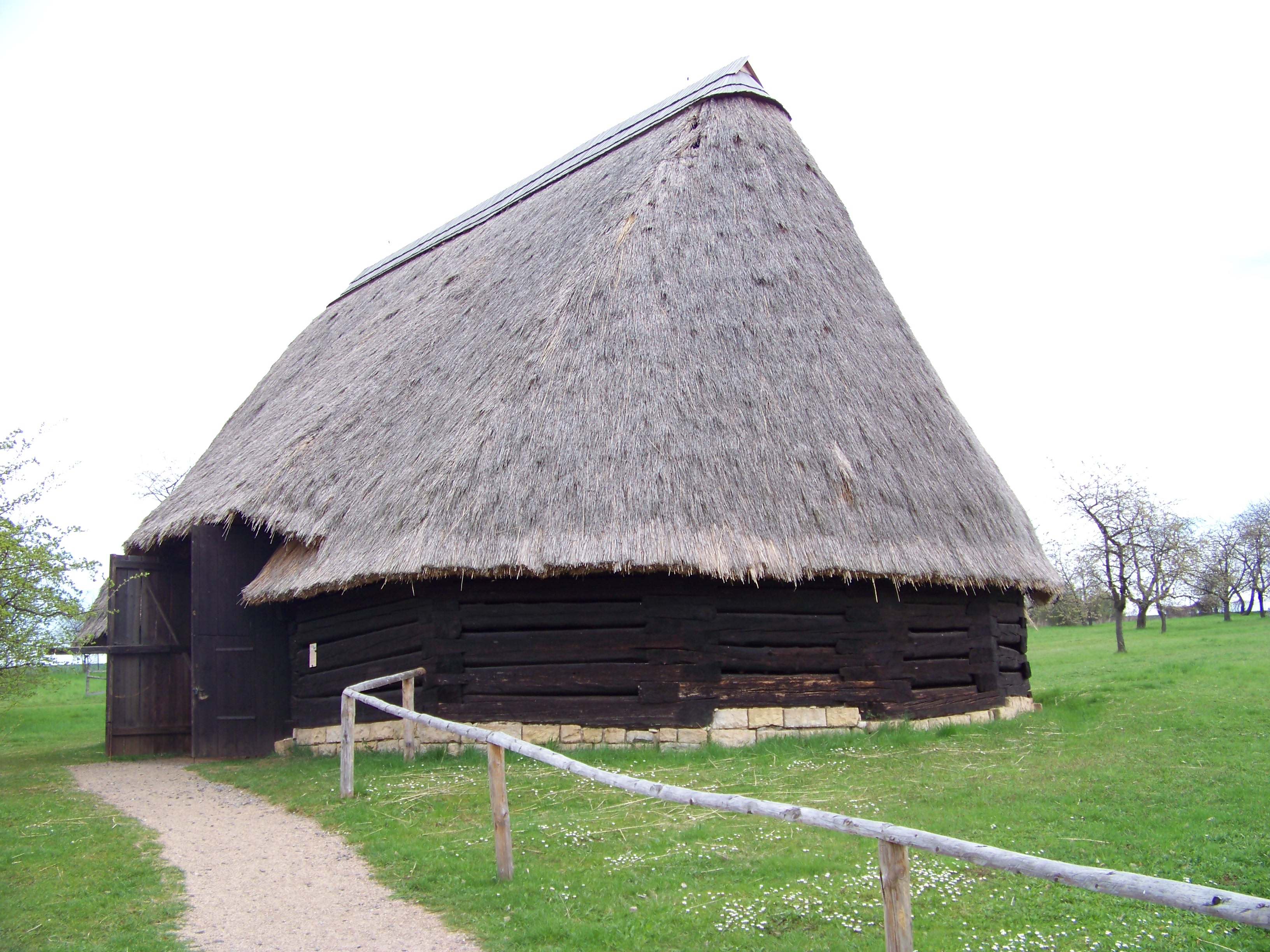
Polygonální stodola ze Želejova

- Obytný dům statku čp. 1 z Týřovic u Rakovníka byl do muzea přenesen v roce 1975. Statek byl jako Jerýskovský grunt zmiňován už v 16. století, na konci 17. století se vytvářela jeho dochovaná podoba, dalšími úpravami prošel v 19. století. Po nové adaptaci zde byla v roce 2012 zpřístupněna stálá expozice „Venkovská škola na konci 19. století“ (velká světnice statku skutečně před rokem 1885 nouzově sloužila jako škola). Malá světnice a přední komora jsou instalovány do podoby zámožnějšího selského obydlí v polovině 19. století, v zadní komoře se nachází expozice „Lidový nábytek ze sbírek Regionálního muzea v Kolíně“.

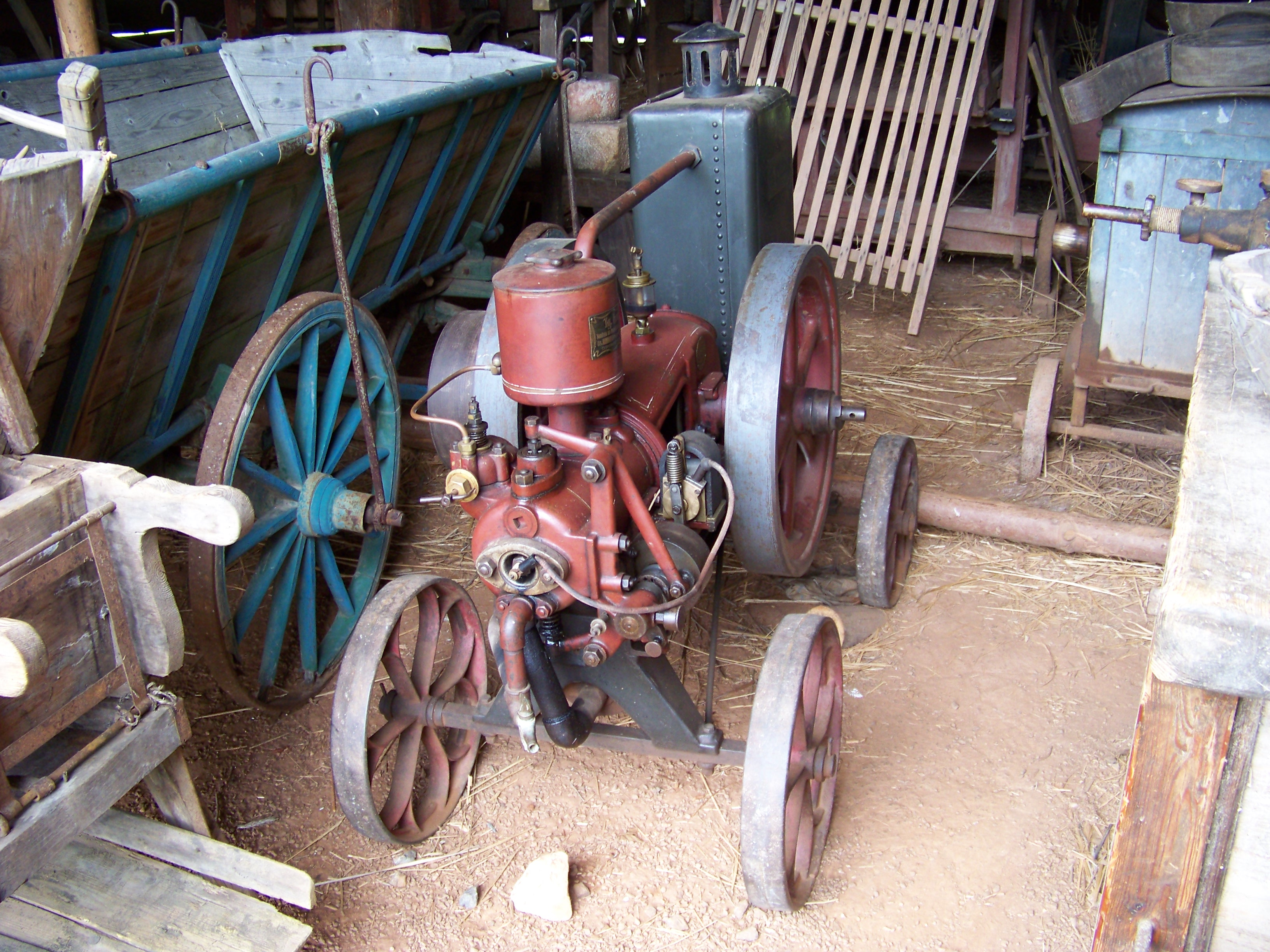
Technika vystavená ve stodole ze Želejova

- Celoroubená kovárna od usedlosti čp. 2 ze Starého Bydžova z roku 1774 byla do muzea přenesena v roce 1976. Svému účelu sloužila až do roku 1958. Uvnitř je vystaven kovářský mobiliář především z kovárny v Louňovicích pod Blaníkem a také z několika obcí na Kolínsku. Kovárna je v muzeu zatím nevhodně prezentována jako samostatně stojící objekt bez obytného stavení a dalšího hospodářského zázemí.

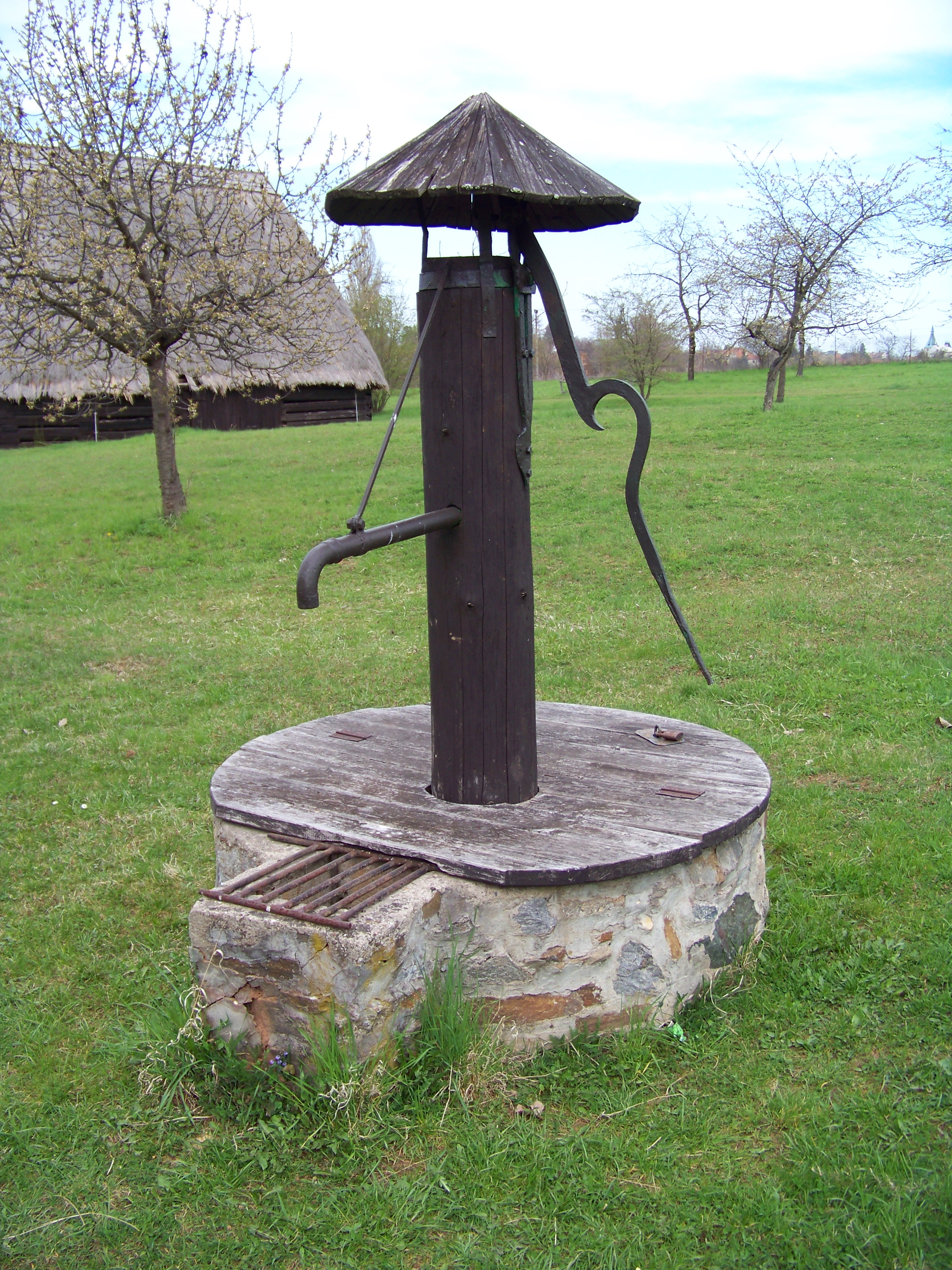
Pumpa ze Zalán

- Obytné stavení rychty čp. 2 z Bradlecké Lhoty bylo zachráněno přenesením do skanzenu v roce 1981. Roku 1998 jej poškodil požár, po němž byla provedena celková obnova. Hospodářský trakt usedlosti dosud stojí na původním místě v Podkrkonoší. Stavení pochází z doby po roce 1689. Interiér je instalován do podoby z první poloviny 19. století, jsou zde vystaveny předměty z vybavení domácnosti a soubor malovaného nábytku z oblasti Podkrkonoší a Polabí.
- Dvanáctiboká stodola od čp. 3 ze Želejova u Hořic z roku 1660 byla do muzea přenesena v roce 1977. V interiéru je vystaveno hospodářské náčiní a zemědělské strojem, některé pocházejí přímo z usedlosti čp. 3 v Želejově.
- Dům čp. 50 z osady Kamenná u Jílového na Děčínsku, z počátku 19. století, kombinující tři stavební techniky, byl do muzea přenesen v roce 1986. Expozice v interiéru představuje vybavení venkovské domácnosti na přelomu 20. století.

Objekty postavené v rámci první etapy dostavby v letech 2015-16
- Obytné stavení usedlosti Šperkovna čp. 41 ze Strašic na Rokycansku, z první čtvrtiny 19. století. Usedlost byla zlikvidována v roce 1978 z důvodu stavby nákupního centra, v muzeu byla postavena rekonstrukce zaniklého objektu s osazením několika zachovalých původních detailů.
- Celoroubený špýchar s unikátní roubenou klenbou od usedlosti čp. 3 z Kornatic na Rokycansku pochází z roku 1774. Do skanzenu byl v dobře zachovalém stavu převezen v roce 1977 poté, co se majitelka usedlosti zbytečně rozhodla jej zbořit.
- Mariánský sloup z 2. poloviny 19. století z Konárovic na Kolínsku. Na původním místě byl sražen nákladním autem v roce 1981, poté byly jeho trosky předány muzeu.
- Chalupa usedlosti čp. 2 z Masojed na Českobrodsku z druhé poloviny 18. století. Roubená obytná část chalupy byla v roce 1987 zbořena a nahrazena novostavbou, detaily včetně lomenice, podstávky a ostění oken byly získány do muzea, kde došlo k postavení rekonstrukce chalupy s osazením zachovalých původních prvků. Chalupa byla doplněna o kopii zaniklé klenuté brány s volutovým štítem, která stávala v podobné usedlosti v Masojedech.
- Domek u usedlosti čp. 64 z Krchleb u Nymburka, který sloužil jako obydlí nemajetného domkaře, podruha nebo výměnkáře, byl postupně památkově znehodnocen modernizacemi, poslední autentická část, roubená světnice, byla zbořena roku 1975. Muzeum získalo pouze vyřezávanou lomenici v nerozebraném původním stavu. Znovupostavení domku bylo pojednáno jako rekonstrukce pravděpodobné původní podoby s využitím analogií z jiných dochovaných staveb.

Drobné památky:
- mariánský sloup z 2. poloviny 19. století z Konárovic na Kolínsku
- boží muka svatého Prokopa z Kostelce nad Černými lesy, z nučického červeného pískovce z roku 1897, umístěna u začátku prohlídkové trasy
- stroj na balení sazenic ovocných stromků z Molitorova u Kouřimi, umístěn za usedlostí ze středního Polabí
- roubená rumpálová studna z počátku 19. století z Kozojed u Ratají nad Sázavou, umístěna před budečskou chalupou
- kopie dřevěné zvoničky církve Československé husitské z Býchor na Kolínsku, umístěna před statkem z Týřovic
- barokní socha svatého Donáta z roku 1764 ze Svatbína u Kostelce nad Černými lesy, umístěná za usedlostí ze středního Polabí
- volná kopie na námět dřevěného kříže s korpusem Krista malovaným na plechu z Němčic na Kolínsku, umístěna na rozcestí v jižní části areálu
- dřevěná pumpa ze Zalán u Rožmitálu pod Třemšínem, umístěna u usedlosti z Podbrdska

## Plánované objekty
Podle koncepce dostavby muzea z roku 2012 má být areál postupně doplněn o přibližně dvacet pět dalších objektů, z toho je k rekonstrukci a opětovnému sestavení připraveno čtrnáct staveb, přenesených z různých regionů středních, východních a severních Čech. Mezi plánované stavby patří:
- Kostel sv. Jana Křtitele z Dolních Kralovic nad Želivkou. Kostel byl rozebrán na konci roku 1975. Ačkoliv šlo o jeden z prvních objektů, který byl do areálu skanzenu převezen, zatím nebyl znovupostaven. V 70. a 80. letech to bylo z ideologických důvodů, aby se nestal poutním místem Posázaví. Proto byla zvažována možnost rekonstruovat pouze torzo krovu. Nynější projekt předpokládá stavbu kopie kostela s osazením veškerých zachovalých prvků a výhledově i s možností navrácení existujících částí původního mobiliáře, které byly rozmístěny do jiných kostelů.
- Vodní mlýn z roku 1676 z Tismic na Českobrodsku. Původní objekt postupně zanikl zanedbáním po roce 1991. Jeho podrobné zdokumentování umožňuje stavbu kopie. Ve skanzenu k němu má být vybudován i funkční náhon s vyrovnávací nádrží, v souvislosti s tím má být u okraje areálu obnoven rybník Vodák, který zanikl na konci 18. století.
- Goticko-renesanční brána někdejšího panského dvora čp. 14 v Tismicích z roku 1506. V roce 1970 byla brána (podle webu muzea nejspíše úmyslně) stržena projíždějícím traktorem, po neúspěšném úsilí památkových orgánů o obnovu byla věnována do skanzenu.
- Barokní sousoší sv. Jana Nepomuckého z Tismic z doby po roce 1750 stávalo na parapetní zdi schodiště ke kostelu Nanebevzetí Panny Marie. V roce 1943 bylo těžce poškozené sousoší na původním místě nahrazeno kopií, neúplný originál byl přenesen do Podlipanského muzea v Českém Brodě, kde zůstal pohozen na muzejní zahradě. V roce 2009 bylo torzo částečně konzervováno. Ve skanzenu má být rekonstruované sousoší umístěno do výklenkové kapličky, která má být volnou kopií kapličky sv. Jana Nepomuckého ve Třebovli, kde je osazeno podobné barokní sousoší.
- Hospodářská budova (dvě komory a chlév) u usedlosti čp. 17 v Kosmonosech u Mladé Boleslavi. Pochází pravděpodobně z druhé poloviny 18. století. Byla v havarijním stavu a napadená dřevokaznými organismy. V roce 2012 se po podrobné dokumentaci podařilo zachránit jen několik prvků, které by měly být zakomponovány do plánované kopie stavby.
- Dům vrchnostenské správy čp. 31 zvaný Laubovna z Amalína u Křivoklátu byl postavený na svažitém pozemku po roce 1715, když ves ještě nesla název Čamrdoves. Na stavbu byly použity části konstrukcí ze starších objektů včetně dřevěné nástavby jedné z věžic hradu Křivoklátu. Dům byl označován názvem podle rodiny houslisty a hudebního skladatele Ferdinanda Lauba, která jej používala jako letní byt. Roku 1996 byl dům poškozen požárem a roku 2005 byla nadzemní část zbořena a nahrazena novostavbou. Část původních konstrukcí byla v roce 2013 předána kouřimskému skanzenu.
- Patrový špýchar od usedlosti čp. 27 z Martinic u Votic z roku 1794 byl několik letv rozebrané podobě na zahradě usedlosti, v roce 2013 majitel dohodl jeho darování Muzeu lidových staveb v Kouřimi.
- Věžovitá polodřevěná zvonice v areálu kostela Povýšení svatého kříže v Mečeříži u Benátek nad Jizerou, pravděpodobně z roku 1620, přestala svému účelu sloužit v roce 1913, kdy byly zvony přeneseny do novostavby kostela. Původní zvonice pak chátrala a v roce 1976 se při vichřici horní část zřítila. Kopie má být zhotovena na základě plánové a fotografické dokumentace.
- Rychta čp. 1 z Kamenice u Dobrého u Dobrušky z přelomu 16. a 17. století nebyla od 50. let 20. století udržována a zchátrala. V roce 1977 bylo zahájeno jednání o jejím přenesení do kouřimského skanzenu. Byla připravena dokumentace k transferu, avšak tento záměr ztroskotal na administrativních a technických překážkách. V létě 1981 tedy byly sejmuty a zachráněny alespoň nejcennější architektonické detaily a zbytek stavby byl ponechán svému osudu. Výstavbě kopie v 80. letech bránil nedostatek pracovní kapacity, poté pozemkové spory.
- Roubený dům čp. 19 ze Starostína na Broumovsku vznikl v 18. století. V 70. letech 20. století byl zanedbaný a hrozil jeho zánik. Byl demontován a měl být přenesen do podkrkonošského skanzenu ve Vrchlabí, který však nikdy nevznikl. Roku 1982 byl přenesen do muzea v Kouřimi, kde však nikdy nebyl znovupostaven. Pozůstatky jsou kvůli nevhodnému způsobu uložení silně poškozené a většinu ze součástí by bylo nutno nahradit kopiemi.
- Větrný mlýn na pozemku usedlosti čp. 189 na Zimní straně Červeného vrchu v obci Borovnice u Staré Paky z roku 1841 byl posledním sloupovým větrným mlýnem v Čechách, v provozu byl do 40. let 20. století. Na původním místě byl mlýn roku 1966 poškozen bleskem. Ač byl poté opraven, roku 1968 byl demontován a převezen ke konzervaci do Hostinného, odkud měl být převezen do plánovaného skanzenu v Dolánkách u Turnova, později byl převezen do plánovaného skanzenu ve Vrchlabí. V roce 1979 shořely zbylé základy původní stavby v Borovnici, roku 1982 byly zubožené a nekompletní zbytky horní části stavby převezeny do Kouřimi, kde však kvůli nevhodnému způsobu uložení dále zchátraly a nedostatku finančních a technických kapacit a kvůli pozdějším pozemkovým sporům nebyl mlýn dosud znovupostaven. Muzeum nyní uvažuje o stavbě kopie, použití původních částí konstrukcí je dnes již nereálné. Občanské sdružení Větrák usiluje od roku 1997 o znovupostavení mlýna na původním místě v Borovnici.
- Zděná výklenková kaplička Panny Marie ve Svobody nad Úpou u cesty na Janskou horu pod Matčinou loukou západně od kostela byla postavena před rokem 1764 a zanikla po odsunu původního německého obyvatelstva. Muzeum plánuje postavení kopie.
- Chalupa čp. 1 z Nové Starosti u Rynoltic na Liberecku byla do skanzenu věnována majitelkou a převezena v roce 2010 poté, co na původním místě zchátrala a byla určena k demolici. Pochází z přelomu 18. a 19. století a patřila k nejstarší zachované zástavbě osady. Po rozebrání se podařilo k přesunu zachránit jen některé části konstrukcí stěn, protože chalupa byla napadena dřevokaznými organismy. Zachovány byly hodnotné architektonické prvky včetně pískovcových kvádrů podezdívky.
- Usedlost čp. 128 z Chedrbí na Čáslavsku pocházející z přelomu 18. a 19. století, představuje stavbu patřící menšímu zemědělci tzv. domkáři - zemědělci bez vlastní půdy. V roce 2008 byla vážně poškozena požárem, při kterém shořela celá konstrukce krovu, štít a byl silně porušen strop. Do muzea byly v roce 2016 přeneseny všechny nepoškozené původní konstrukce objektu.

## Muzeum ve filmu
- Komediant, drama/historický, Československo, 1984, 93 min, režie: Otakar Vávra
- Křídlovka pro Majoránka, TV film, komedie/drama, Československo, 1985, 56 min, režie: Jaroslav Dudek
- Nesmrtelná teta, pohádka, Česko, 1993, 95 min, režie: Zdeněk Zelenka
- Jak si zasloužit princeznu, TV film, pohádka, Česko, 1994, 72 min, režie: Jan Schmidt
- A Knight's Tale / Příběh rytíře, akční romance, USA, 2001, 132 min, režie: Brian Helgeland
- Peklo s princeznou, pohádka/komedie, Česko, 2009, 90 min, režie: Miloslav Šmídmajer
- Čapkovy kapsy, TV seriál, část 1. Zločin v chalupě, krimi/komedie/povídkový, Česko, 2011, 27 min, režie: Jana Boršková
- Tajemství staré bambitky, TV film, pohádka, Česko, 2011, 86 min, režie: Ivo Macharáček
- Hastrman, Historický, Česko, 2018, Režie: Ondřej Havelka
- Tajemství staré bambitky 2 (2022, režie Ivo Machráček)